# リーヴ

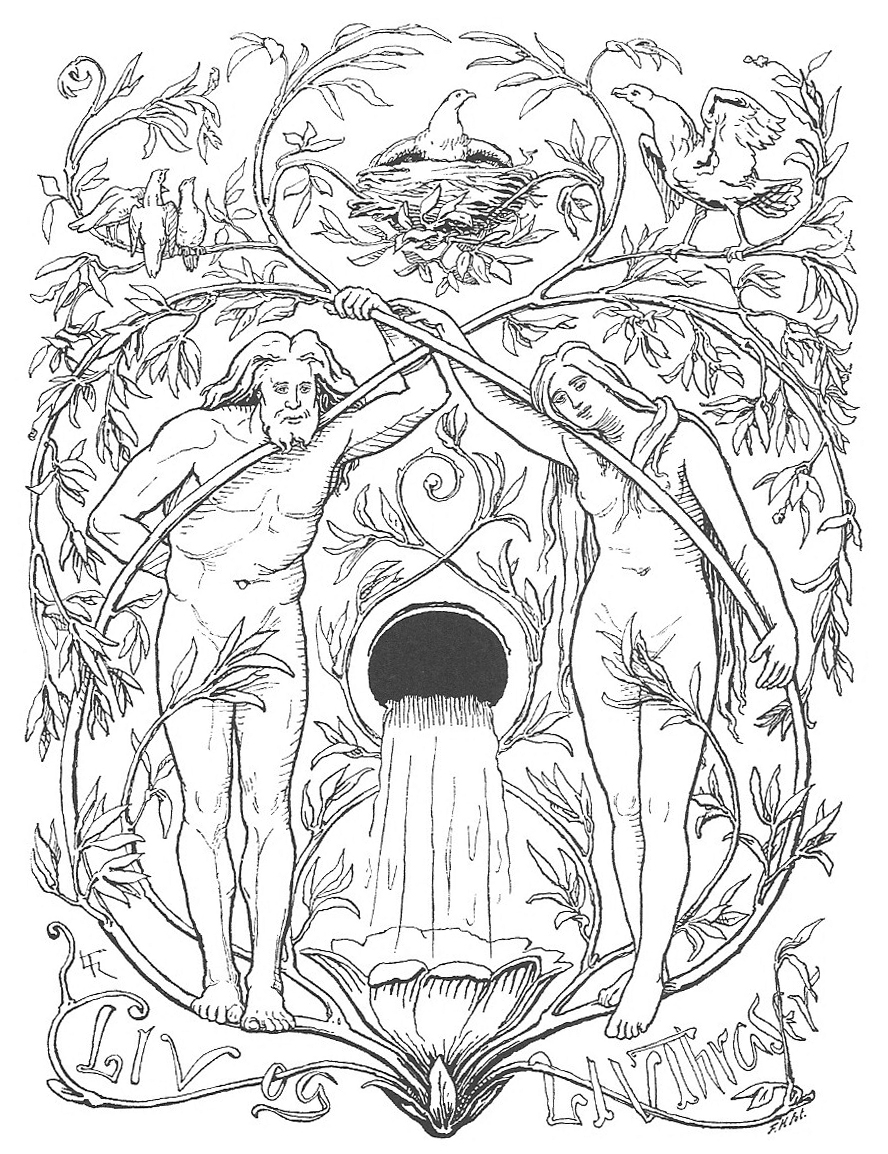
Lorenz Frølichが描いたリーヴとリーヴスラシル(イラストでは、男性の下に「リーヴ」、女性の下に「リーヴスラシル」と書かれている。)

リーヴ（古ノルド語: Líf、またはLif、「生命」の意）は、北欧神話に登場する人物の名前で、ラグナロク（世界の破滅）の後、再び人類をふやすように定められた人間の男女一組のうちの一人。もう一人の生き残りリーヴスラシル（古ノルド語: Lífþrasir、またはLifthrasir「生命力自らを維持する者」の意）といい、この二人がラグナロク後の世界の人類の祖となったとされる。

## 二人の性別について
資料によって、二人の性別が異なっている。例えば「北欧のロマンゲルマン神話」ではリーヴを男性、リーヴスラシルを女性としているが、またP271ではリーヴとリーヴスラシルという男女という記述もされている。一方でサイトによっては、明示的に性別を逆に記述しているものもある、また英語版Wikipediaではリーヴスラシルはlífとþrasirに由来する古ノルド語の男性名と記載されている等性別の解釈が錯綜していると言える。この事から、原語の原本での記述で、両者の性別が明確に区別されていない可能性もある。

## ラグナロクと二人
『古エッダ』の『ヴァフスルーズニルの言葉』第45節および『スノッリのエッダ』第一部『ギュルヴィたぶらかし』第53章によると、ラグナロクによって世界が崩壊し、フィンブルの冬が襲ってきて、スルトの放った炎が世界中を包んでいる間、二人はホッドミミルの森(en)にかくまわれていた。
二人は朝露を飲みながら生き延びた。

## ラグナロクの後
大地が海から姿を現し、破壊と崩壊からよみがえった世界では、リーヴとリーヴスラシルの他に、神々の子（オーディンの子、ヴィーザル）など新たな世界に君臨する神も生き残った。
この神の子らは死者の国から帰還したバルドルと出会うと言われている。